# Agoo
Agoo è una municipalità di prima classe delle Filippine, situata nella Provincia di La Union, nella Regione di Ilocos.
Agoo è formata da 49 baranggay:
- Ambitacay
- Balawarte
- Capas
- Consolacion (Pob.)
- Macalva Central
- Macalva Norte
- Macalva Sur
- Nazareno
- Purok
- San Agustin East
- San Agustin Norte
- San Agustin Sur
- San Antonino
- San Antonio
- San Francisco
- San Isidro
- San Joaquin Norte

- San Joaquin Sur
- San Jose Norte
- San Jose Sur
- San Juan
- San Julian Central
- San Julian East
- San Julian Norte
- San Julian West
- San Manuel Norte
- San Manuel Sur
- San Marcos
- San Miguel
- San Nicolas Central (Pob.)
- San Nicolas East
- San Nicolas Norte (Pob.)
- San Nicolas Sur (Pob.)

- San Nicolas West
- San Pedro
- San Roque East
- San Roque West
- San Vicente Norte
- San Vicente Sur
- Santa Ana
- Santa Barbara (Pob.)
- Santa Fe
- Santa Maria
- Santa Monica
- Santa Rita (Nalinac)
- Santa Rita East
- Santa Rita Norte
- Santa Rita Sur
- Santa Rita West